# Aislante térmico

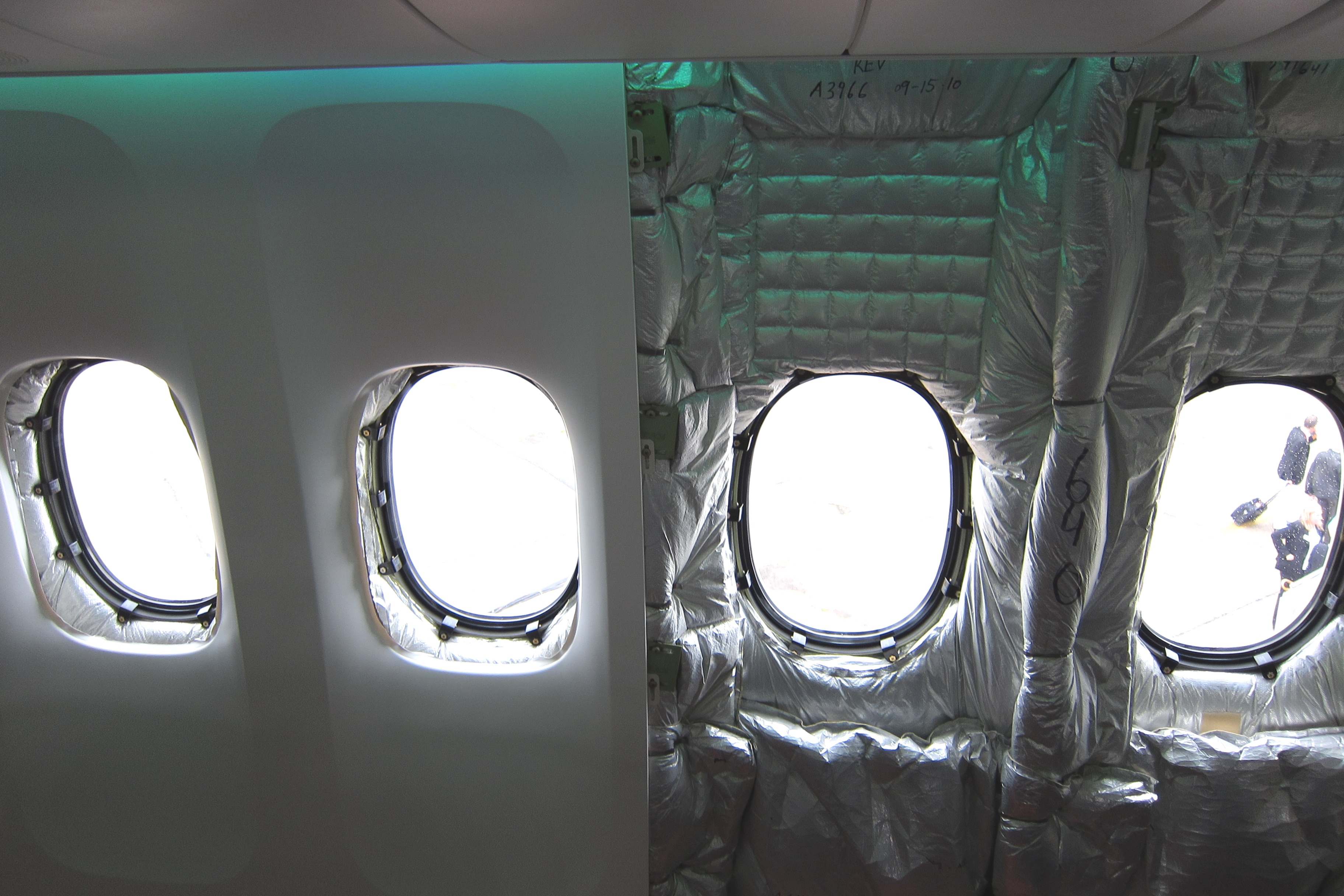
Aislante térmico usado en una cabina de un Boeing 747-8.

Un aislante térmico es un material usado  en la industria, caracterizado por su alta resistencia térmica. La acción y efecto de su aplicación se conoce como aislamiento térmico, ya que establece una barrera al paso del calor entre dos medios que naturalmente tenderían a igualarse en temperatura, impidiendo que el calor traspase los separadores del sistema que interesa (como una vivienda o una nevera) con el ambiente que lo rodea. 
En general, todos los materiales ofrecen resistencia al paso del calor, es decir, son aislantes térmicos. La diferencia es que de los que se trata tienen una resistencia muy grande, de modo, que espesores pequeños de material presentan una resistencia suficiente al uso que quiere dársele. El nombre más correcto de estos sería aislante térmico específico. Se considera que son aislantes térmicos específicos aquellos que tiene una conductividad térmica, λ < 0,08 W/m·°C.
Uno de los mejores aislantes térmicos es el vacío, en el que el calor solo se trasmite por radiación, pero debido a la gran dificultad para obtener y mantener condiciones de vacío se emplea en muy pocas ocasiones. En la práctica se utiliza mayoritariamente aire con baja humedad, que impide el paso del calor por conducción, gracias a su baja conductividad térmica, y por radiación, gracias a un bajo coeficiente de absorción.
El aire transmite calor por convección, lo que reduce su capacidad de aislamiento. Por esta razón se utilizan como aislamiento térmico materiales porosos o fibrosos, capaces de inmovilizar el aire seco y confinarlo en el interior de celdillas más o menos estancas. Aunque en la mayoría de los casos el gas encerrado es aire común, en aislantes de poro cerrado —formados por burbujas no comunicadas entre sí, como en el caso del poliuretano proyectado—, el gas utilizado como agente espumante es el que queda finalmente encerrado. También es posible utilizar otras combinaciones de gases distintas, pero su empleo está muy poco extendido.
El hecho de recibir tuberías con material aislante viene de la necesidad de esto, por lo general una tubería de metal se recubre con material aislante si queremos que éste no pierda o gane calor, de lo contrario no se usa material aislante

## Cuantificación de sus propiedades
La cuantificación de las propiedades de un aislante es compleja, ya que cada material reacciona diferentemente ante las diferentes trasmisiones del calor: radiación, convección, conducción, calor latente/calor sensible y también según la temperatura a la que se encuentre.
Para comparar materiales y realizar cálculos se utiliza habitualmente el coeficiente de conductividad térmica, que mide únicamente la conducción. Para que la comparación del coeficiente de dos materiales sea correcta, este debe ser medido a la misma temperatura en ambos.

## Familias de materiales aislantes térmicos legalmente válidos en Europa
- Lana mineral (lana de roca), según la norma EN 13162
- Poliestireno expandido, según la norma EN 13163
- Poliestireno extruido, según la norma EN 13164
- Espuma de poliuretano, de acuerdo con la norma EN 13165
- Espuma de resina fenólica, de acuerdo con la norma EN 13 166
- Espuma de vidrio (lana de vidrio), según la norma EN 13 167
- Losas de lana de madera, según la norma EN 13168 (Holzwolle-Leichtbauplatte)
- Placas de perlita expandida de acuerdo con la norma EN 13169
- Corcho expandido según EN 13170
- Fibras de la madera según la norma EN 13171 (Wood wool).

Otros materiales deben obtener una aprobación especial del país en concreto, o de la Organización Europea para las Aprobaciones Técnicas EOTA (European Organization for Technicals Approvals), situada en Bruselas (www.eota.be).
Para el comportamiento ante incendios de los materiales, se sigue la normativa EN 13501.

## Materiales aislantes térmicos
Existen muchos tipos de aislante térmico, alguno de los cuales se ha abandonado a lo largo de la historia. son materiales usados que se caracterizan por su alta resistencia térmica

### Aluminio
Aunque el aluminio es un metal de alta conductividad térmica (λ= 204 W/m·°C), puede utilizarse como aislante en ciertas condiciones. Los aislantes de aluminio consisten en varias capas delgadas unidas por otras láminas plegadas formando algo parecido al cartón aligerado. Las pérdidas térmicas pueden ser por cambio de estado (evaporación), por contacto (o convección) o por radiación (que crece con la cuarta potencia de la diferencia de temperaturas), logrando el aluminio reflejar, y así reducir, en un 97 % las pérdidas por radiación térmica (tanto para enfriar protegiendo del sol, como ante el frío, para conservar el calor interior), siendo esta propiedad independiente del espesor de la capa de aluminio. Además el aluminio ofrece otra ventaja, al ser totalmente estanco/impermeable, e impedir el paso de agua y aire, bloqueando así las pérdidas por evaporación. El plegado de las láminas se encarga de limitar la convección.

### Corcho
Es el material empleado más antiguamente para aislar. Procede de la corteza del alcornoque. Normalmente se usa en forma de aglomerados, formando paneles. Habitualmente, estos paneles se fabrican a partir de corcho triturado y hervido a altas temperaturas. En general, no es necesario añadir ningún aglomerante para compactar los paneles.
Su contenido en agua es inferior al 8 %, y está compuesto en un 45 % por suberina. Estas dos condiciones hacen que sea un producto imputrescible, al que no hay que tratar para protegerlo de hongos o microorganismos, al contrario que la madera.
Otra ventaja respecto a otros materiales aislantes es la elevada inercia térmica que presenta. Esta característica lo convierte en un material idóneo para sistemas de aislamiento térmico por el exterior.
El 53 % de la producción mundial de corcho procede de Portugal, y el 32 % de España.
Opciones de uso según DIN 4108-10.
- Densidad: 110 kg/m³ normal, 100-160 (en placa), 65-150 (del árbol)
- Coeficiente de conductividad térmica: 0,039 W/(m·K) (según EN 13170 - 0,04 a 0,055)
- μ (resistividad al paso de vapor de agua) - 30 a 75 (del árbol), de 92 MN·s/g·m (en placa aglomerada)
- c (calor específico) de 1600 a 1800

### Algodón
Se trata de papel de una manta de algodón.
- Densidad: 25-40 kg/m³ (lana soplada), 20-60 kg/m³ (lana en manta)
- Coeficiente de conductividad térmica: 0,04 W/(m·K)
- μ - 1 a 2 MN·s/g·m
- c (calor específico) aproximadamente 840 J/(kg·K)

### Arlita
La arlita es un árido cerámico de gran ligereza debido a su porosidad.
- Densidad: 300-800 kg/m³ (densidad aparente)
- Coeficiente de conductividad térmica: 0,08 W/(m·K)
- μ = 0 MN·s/g·m
- c (calor específico) aproximadamente 1100 J/(kg·K)

### Vermiculita
La vermiculita es un mineral formado por silicatos de hierro o magnesio, del grupo de las micas; durante su fabricación se eleva rápidamente su temperatura, expandiéndose hasta 30 veces su tamaño, mediante un proceso denominado "exfoliación".
- Densidad: Oscila entre 60 y 140 kg/m³, según granulometrías.
- Coeficiente de conductividad térmica: 0,053 kcal/h/m °C
- Aislamiento acústico: al incidir las ondas sonoras sobre las laminillas multidireccionales de la vermiculita expandida, estas son reflejadas en multitud de direcciones y absorbidas por la estructura microscópica de burbujas de aire del mineral. Por estas razonas la vermiculita es un excelente aislante acústico para una amplísima gama de frecuencias.
- Resistencia al fuego: el punto de fusión de la vermiculita es 1.370 °C y la temperatura de reblandecimiento es 1.250 °C. Es un mineral incombustible y químicamente muy estable a altas temperaturas lo que lo convierte en un material idóneo para la protección contra el fuego, por lo que se utiliza principalmente como aislante en hornos de alta temperatura y en calderas en forma de plancha de diferentes espesores (aglomerada con resinas).
- Inalterabilidad: la vermiculita es insensible a los agentes atmosféricos y al paso del tiempo. Es estable, químicamente neutra (pH = 7,2) e inerte, no es higroscópica y no produce ninguna acción sobre el hierro o el acero.

### Cáscaras de trigo
- Densidad: 90 kg/m³ (prensado)
- Coeficiente de conductividad térmica: 0,06 W/(m·K)
- μ - 1 a 2 MN·s/g·m
- c (calor específico) aproximadamente - J/(kg·K)

### Lino
- Densidad: 40-50 kg/m³ (materia prima), 20-40 kg/m³ (en manta)
- Coeficiente de conductividad térmica: 0,04-0,05 W/(m·K)
- μ - 1 a 2 MN·s/g·m
- c (calor específico) aproximadamente 1500 J/(kg·K)

### Pellas de cereales
Hechos a partir de cereales (en alemán - Getreidegranulat).
- Densidad: 105-115 kg/m³ (densidad aparente)
- Coeficiente de conductividad térmica: 0,05 W/(m·K)
- μ - 1 MN·s/g·m
- c (calor específico) aproximadamente - J/(kg·K)

### Cáñamo
- Densidad: 150 kg/m³ (raspaduras), 20-40 kg/m³ (en manta)
- Coeficiente de conductividad térmica: 0,04-0,08 W/(m·K)
- μ - 1 a 2 MN·s/g·m
- c (calor específico) aproximadamente 1500 J/(kg·K)

### Virutas de madera
- Densidad: 70 kg/m³ (densidad aparente)
- Coeficiente de conductividad térmica: 0,045 W/(m·K)
- μ - 2 MN·s/g·m
- c (calor específico) aproximadamente - J/(kg·K)

### Celulosa
Se trata de papel de periódico reciclado molido, al que se le han añadido unas sales de bórax, para darle propiedades ignífugas, insecticidas y antifúngicas.
Se insufla en las cámaras o se proyecta en húmedo. Es un potente aislante estival e invernal, y tiene también propiedades de aislamiento acústico. Su mayor ventaja es que se comporta como la madera, equilibrando puntas de temperaturas a la vez que tiene una gran capacidad térmica de almacenamiento, se comporta de forma anticíclica durante 12 horas, manteniendo así el frescor matutino en verano durante las tardes. En invierno protege contra el frío de forma similar a como lo hace la madera.
- Densidad: 30-60 kg/m³ (o según otras fuentes, de 25 a 90 kg/m³)
- Coeficiente de conductividad térmica: 0,039 W/(m·K)
- μ - 1 a 2 MN·s/g·m
- c (calor específico) aproximadamente 1900 J/(kg·K)

### Fibra de madera
Según la EN 13171. Opciones de uso según DIN 4108-10.
- Densidad: 30-60 kg/m³ (soplado), 130-250 kg/m³ (en manta)
- Coeficiente de conductividad térmica: 0,04-0,06 W/(m·K)
- μ - 5 a 10 MN·s/g·m
- c (calor específico) aproximadamente 1600-2100 J/(kg·K)

### Lana de madera
Según EN 13168, opciones de uso según DIN 4108-10
- Densidad: 350-600 kg/m³ (normal), 60-300 kg/m³ (múltiples capas)
- Coeficiente de conductividad térmica: 0,09-0,1 W/(m·K)
- μ - 2 a 5 MN·s/g·m
- c (calor específico) aproximadamente 2100 J/(kg·K)

### Cocos
- Densidad: 70-110 kg/m³
- Coeficiente de conductividad térmica: 0,045-0,05 W/(m·K)
- μ - 1 a 2 MN·s/g·m
- c (calor específico) aproximadamente 1500 J/(kg·K)

### Cañas
(Actualmente no existe ningún producto a base de caña aprobado para su uso en Alemania).
- Densidad: 190-220 kg/m³ (raspaduras), 20-40 kg/m³ (en manta)
- Coeficiente de conductividad térmica: 0,045-0,065 W/(m·K)
- μ - 2 MN·s/g·m
- c (calor específico) aproximadamente 1300 J/(kg·K)

### Algas
Usado en tejados y paredes.
- Densidad: 70-80 kg/m³
- Coeficiente de conductividad térmica: 0,045 W/(m·K)
- mu -
- c (calor específico) aproximadamente 2000 J/(kg·K)

### Paja
- Densidad: 80 a 600 kg/m³
- Coeficiente de conductividad térmica: 0,045-0,13 W/(m·K)
- mu - 1 a 10 (prensado de 35 a 40)
- c (calor específico) aproximadamente - J/(kg·K)

### Hierba
- Densidad: 25 a 65 kg/m³
- Coeficiente de conductividad térmica: 0,04 W/(m·K)
- mu - 1 a 2
- c (calor específico) aproximadamente 2100 J/(kg·K)

### Lana de roca
La lana de roca es un material aislante térmico, incombustible e imputrescible. Este material se diferencia de otros aislantes en que es un material resistente al fuego, con un punto de fusión superior a los 1200 °C.
Las principales aplicaciones son el aislamiento de cubierta, tanto inclinada como plana (cubierta europea convencional, con lámina impermeabilizante autoprotegida), fachadas ventiladas, fachadas monocapa, fachadas por el interior, particiones interiores, suelos acústicos y aislamiento de forjados. Cuando se tiene un techo de teja con machihembrado, se utiliza un fieltro sin revestimiento o bien otro con un papel kraft en una cara, lo que favorece la colocación. Además, se utiliza para la protección pasiva tanto de estructuras, como de instalaciones y penetraciones.
La lana de roca se comercializa en paneles rígidos o semirrígidos, fieltros, mantas armadas y coquillas. También es un excelente material para aislamiento acústico en construcción liviana, para suelos, techos y paredes interiores.
- Densidad: 30-160 kg/m³. Según EN 13162, en fibra de 20 a 150, en piedra de 25 a 220.
- Coeficiente de conductividad térmica: 0,034 a 0,041 W/(m·K). Según EN 13162, 0,035 a 0,05
- μ = 9 MN·s/g·m
- c (calor específico) aproximadamente 840 J/(kg·K)

#### Manta
Se trata de fibras de lana de roca entrelazadas. Es adecuada para aislar elementos constructivos horizontales, siempre que se coloque en la parte superior. En vertical necesita de sujeción o grapas para evitar que acabe apelmazándose en la parte inferior del elemento y en la parte inferior de un elemento horizontal descolgado. Suelen venir protegidas por papel Kraft, papel embreado, o malla metálica ligera.

#### Paneles rígidos
Se trata de paneles aglomerados con alguna resina epoxídica, que da una cierta rigidez al aislante. Sirve para elementos constructivos verticales y horizontales por la parte inferior, a cambio de tener un coeficiente de conductividad ligeramente inferior al de la manta.

#### Coquillas
Son tubos premoldeados con distintos diámetros y espesores. Como todo buen aislante térmico, la sección debe de elegirse de modo que quede perfectamente ajustada a la superficie exterior de la conducción que se trata de aislar. Como toda lana mineral, es incombustible. La lana de roca resiste temperaturas hasta 1000 °C.

### Lana de vidrio
Cuando se tiene un techo de tejas con un machihembrado y se lo desea aislar con lana de vidrio se debe usar un producto para tal fin, que es una lana de vidrio en paneles con mayor densidad, hidrófugo e higroscópico. Cuando se tiene un techo de chapa, la línea de producto que se debe utilizar es el trasdosado con una hoja de aluminio reforzado en una cara para que actúe de resistencia mecánica, como barrera de vapor y como material reflectivo. Como en el caso anterior se vende en forma de manta, de paneles aglomerados y coquillas de aislamiento de tuberías.
- Coeficiente de conductividad térmica lana vidrio: 0,032 W/(m·K) a 0,044 W/(m·K) [cita requerida]

### Lana natural de oveja
Es la versión natural y ecológica de los aislamientos lanosos. A diferencia de la lana de roca o la lana de vidrio, la lana de oveja se obtiene de forma natural y no necesita de un horneado de altas temperaturas. Es muy resistente y un potente regulador de humedad, hecho que contribuye enormemente en el confort interior de los edificios. Apenas se utiliza en construcción en comparación con las lanas de vidrio o roca.
Como en los casos anterior se vende en forma de manta, de paneles aglomerados y a copos.
- Densidad: 20-80 kg/m³.[1]
- Coeficiente de conductividad térmica: 0,043 lana vidrio tipo I W/(m·K)[2]
- μ de 1 a 2
- c (calor específico) aproximadamente 1000 J/(kg·K)

### Vidrio expandido
Además de aislante es una barrera de vapor muy efectiva, lo que no suele ser normal en los aislantes térmicos y le hace muy adecuado para aislar puentes térmicos en la construcción, como pilares en muros de fachada. Está formado por vidrio, generalmente reciclado y sin problemas de tratar el color, puesto que no importa el color del producto, que se hace una espuma en caliente, dejando celdillas con gas encerrado, que actúan como aislante. Su rigidez le hace más adecuado que otros aislantes para poder recubrirlo de yeso. Es poco utilizado en la construcción. Es conocido también como Vidrio Celular y aún se fabrica actualmente, 2013, en España bajo esta última denominación.
- Densidad: 20 kg/m³.
- Coeficiente de conductividad térmica: 0,045 W/(m·K)

### Poliestireno expandido (EPS)

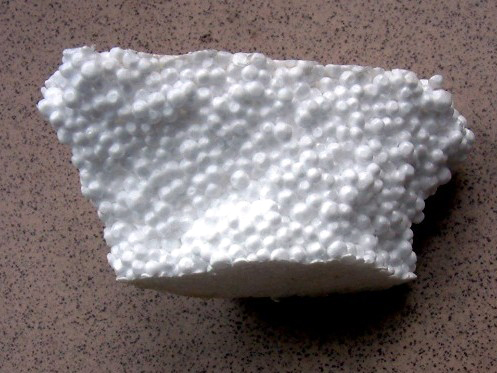
Fragmento de poliestireno expandido.

El material de espuma de poliestireno es un aislante derivado del petróleo y del gas natural, de los que se obtiene el polímero plástico estireno en forma de gránulos. Para construir un bloque se incorpora en un recipiente metálico una cierta cantidad del material que tiene relación con la densidad final del mismo y se inyecta vapor de agua que expande los gránulos hasta formar el bloque. Este se corta en placas del espesor deseado para su comercialización mediante un alambre metálico caliente.
Debido a su combustibilidad se le incorporan retardantes de llama, y se le denomina Difícilmente Inflamable.
- Posee un buen comportamiento térmico en densidades que van de 12 kg/m³ a 30 kg/m³
- Tiene un coeficiente de conductividad de 0,034 a 0,045 W/(m·K), que depende de la densidad (por regla general, a mayor densidad menor coeficiente de conductividad)
- μ de 140 a 250 MN·s/g·m según densidad
- Es fácilmente atacable por la radiación ultravioleta por lo cual se debe proteger de la luz del sol
- Posee una alta resistencia a la absorción de agua
- No forma llama ya que al quemarse se sublima

### Espuma celulósica
El material de espuma de celulosa, posee un aceptable poder aislante térmico y es un buen absorbente acústico. Es ideal para aplicar por la parte inferior de galpones por ser un material completamente ignífugo de color blanco y por su rapidez al ser colocado. Se funde a temperaturas superiores a 45 °C. Se utiliza poco en construcción.
- Coeficiente de conductividad térmica: 0,065 a 0,056 W/(m·K)

### Espuma de polietileno

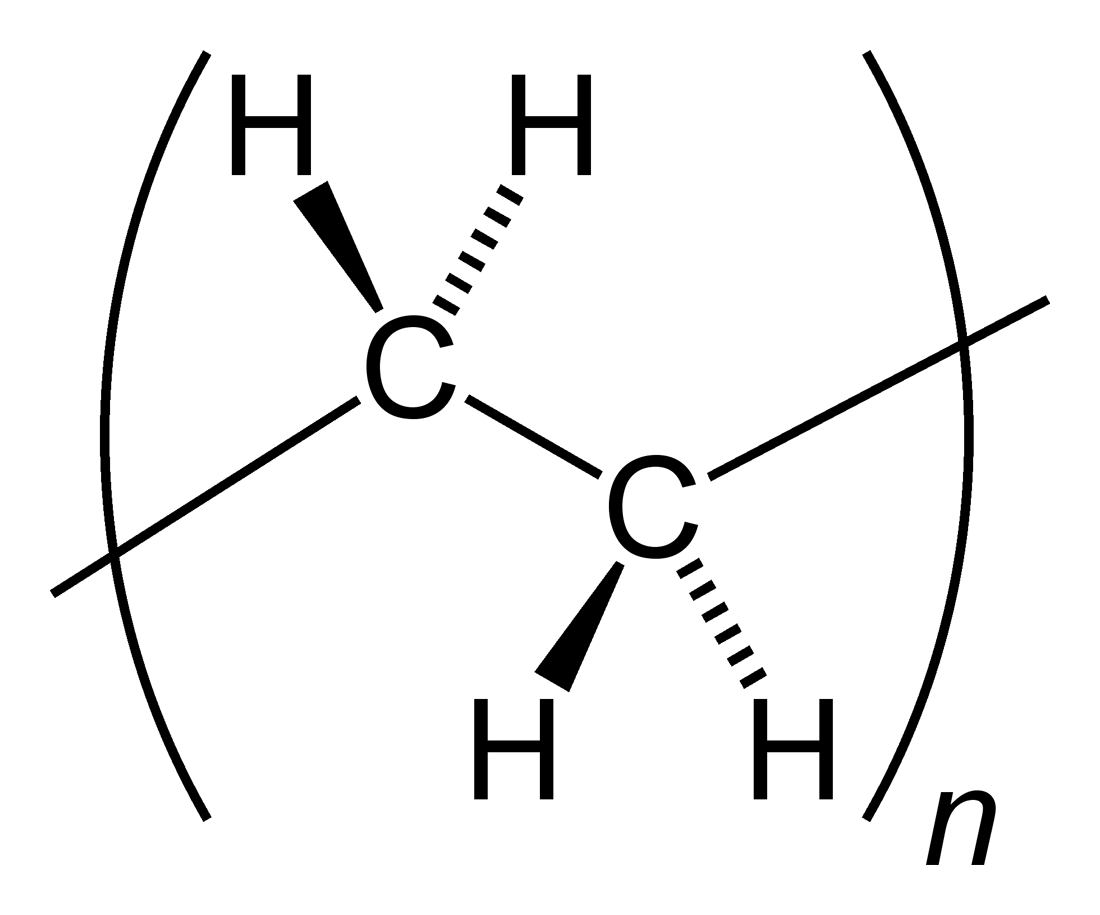
Estructura química del polietileno, a veces representada solo como (CH_{2}-CH_{2})_{n}.

La espuma de polietileno se caracteriza por ser económica, hidrófuga y fácil de colocar. Con respecto a su rendimiento térmico se puede decir que es de carácter medio. Su terminación es de color blanco o aluminio.
- Coeficiente de conductividad térmica: 0,036 a 0,046 W/(m·K)

### Film alveolar de polietileno
De la misma manera, que la espuma de polietileno, como aislante térmico se utiliza simplemente el plástico de burbujas recubierto con el papel de aluminio. Las ventajas que tiene frente los otros aislantes son: espesor muy reducido (3-5 mm), instalación sencilla, su coste muy reducido; además es no inflamable y reciclable. Este film se utiliza en construcción, y más habitualmente en equipos de aire acondicionado.

### Espuma de poliuretano

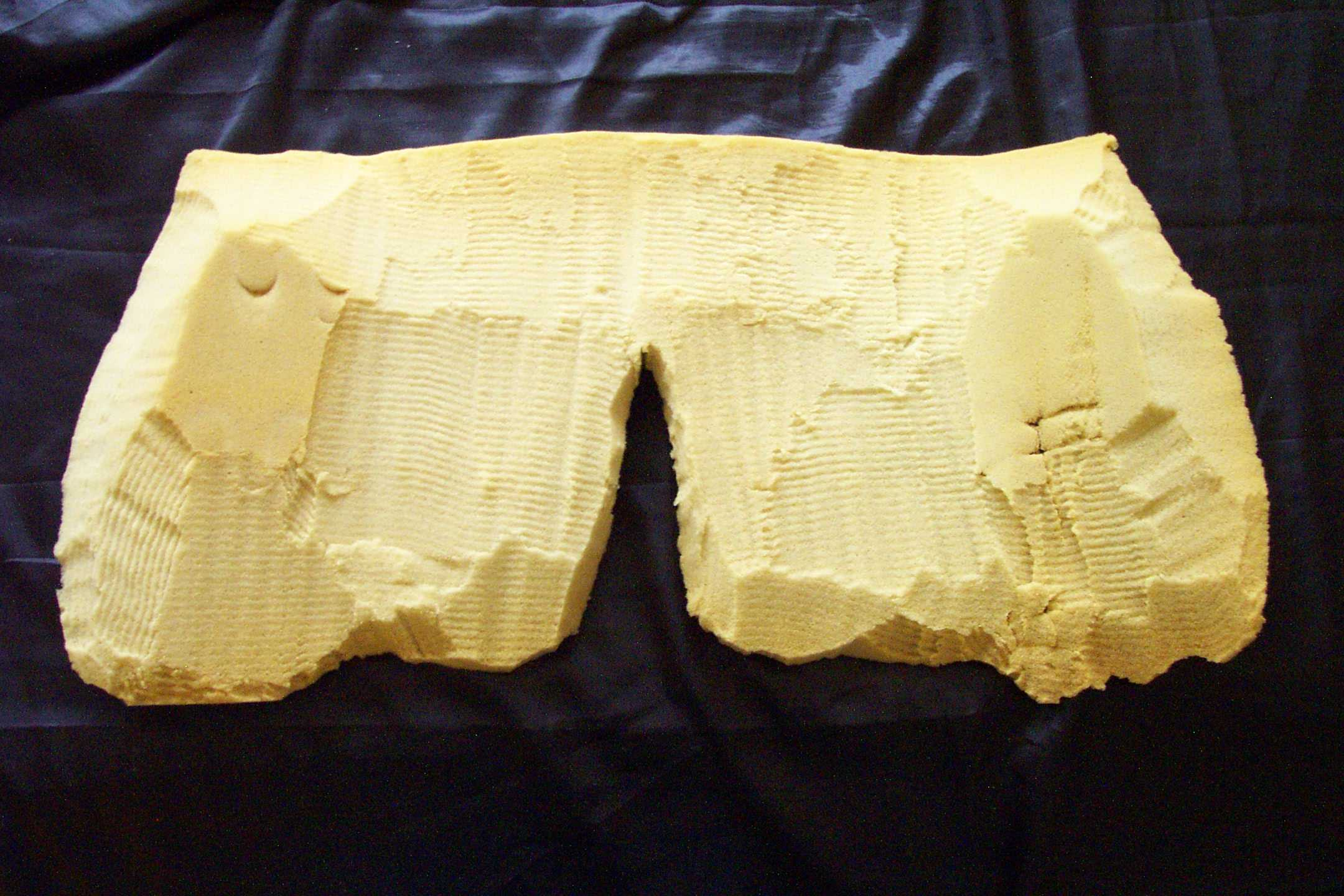
Muestra de espuma de poliuretano de alta densidad.

La espuma de poliuretano es conocida por ser un material aislante de muy buen rendimiento. Tiene múltiples aplicaciones como aislante térmico tanto en construcción como en sectores industriales. Destaca en toda la cadena del frío por su alta eficiencia energética
- Coeficiente de conductividad térmica: 0,023 W/(m·K)
- μ de 96 a 180 MN·s/g·m según densidad

### Espuma elastomérica
Es un aislante con un excelente rendimiento en baja y media temperatura y de fácil instalación, reduciendo al máximo los costos de mano de obra. Posee en su estructura una barrera de vapor y un comportamiento totalmente ignífugo.
- Coeficiente de conductividad: 0,035 W/(m·K)
- Temperatura de trabajo óptima: -40 a 115 °C

Es fácilmente atacable por la radiación ultravioleta por lo cual se debe proteger de la luz del sol.

### Aerogel
Como aislante térmico, el aerogel se presenta en mantas flexibles (rango de servicio: -40 °C a 650 °C o -270 °C a 90 °C). Solo se presenta en espesores de 5 mm y 10 mm. Tiene propiedades mecánicas grandes para el rendimiento que ofrece, es hidrófobo (repele la humedad), es permeable (deja pasar el aire/vapor), previene la corrosión bajo el aislamiento, es ignífugo (no se incendia) y es sumamente resistente al trato duro (pisotones, golpes, etcétera). Su instalación es intuitiva como sencilla, el material se puede cortar con tijeras o cúteres, disminuyendo el tiempo y los costos de mano de obra excesivos.
- Densidad: 0,020 g/cm³ (Aerogel monolítico), de 0,13 g/cm³ a 0,18 g/cm³ (Aerogel en manta flexible)

## Comparativa de espesor aislamiento entre diferentes materiales
Para conseguir el aislamiento de 2 cm de aislante clásico (0,045 W/(m·K)), comparando con:
- Bloques ligeros de hormigón, se requieren 6 cm.
- Madera, necesitamos 6,5 cm.
- Cerámica porosa se requieren 8 cm.
- Adobe, se requieren 23,5 cm.
- Ladrillos con agujeros verticales se necesitan 29 cm.
- Ladrillo recocido compacto normal son 90 cm.
- Y con un bloque masivo de hormigón, el espesor equivalente de aislamiento es 105 cm.